# Диллашоу, Ти Джей
Тайлер Джеффри «Ти Джей» Диллашоу (англ. Tyler Jeffrey " T.J" Dillashaw; род. 7 февраля 1986, Сонора, Калифорния) — боец смешанных единоборств, бывший двукратный чемпион UFC в легчайшем весе.
Диллашоу также участник The Ultimate Fighter 14.

## Ранние годы и обучение
Ти Джей Диллашоу родился 7 февраля 1986 года в Сонора, Калифорния в семье Хэла и Дженис Диллашоу, но вырос в Энджелс Кэмп, Калифорния.

## Борьба

### Колледж
При успешной карьере в средней школе Диллашоу решил побороться за государственную стипендию Fullerton State. Летом 2006 года Диллашоу отправился на Украину, чтобы поработать над своими борцовскими навыками. В апреле 2007 он занял шестое место на борцовском чемпионате университета Greco в Акрон, штат Огайо в весовой категории до 60 кг. Также в 2007 году он занял четвёртое место на чемпионате Pac-10. На последнем курсе он занимает 10-е место в стране в категории до 60 кг.

## Смешанные единоборства
По окончании университета Диллашоу перешёл в смешанные единоборства. Бывший чемпион WEC в легчайшем весе, Юрайя Фейбер пригласил Диллашоу присоединиться к его команде Alpha Male. Прежде чем стать профессионалом, Диллашоу начал тренироваться с командой, и собрал любительский рекорд 2-0.
26 марта 2010 года состоялся дебют Диллашоу в качестве профессионала против Цара Склавоса. Ти Джей использовал свои превосходные навыки борьбы и доминировал, добившись единогласного решения. Второй бой Диллашоу провёл против Брэндона Такера, победив в первом раунде удушением сзади. Диллашоу завоевал ещё две победы и с идеальным рекордом 4-0 отправился на 14-й сезон реалити-шоу The Ultimate Fighter.

### The Ultimate Fighter
В 2011 году Ти Джей Диллашоу принял участие в The Ultimate Fighter: Team Bisping vs. Team Miller. В первом эпизоде он дрался с Мэттом Джэггерсом за попадание в дом и победил Джэггерса в первом раунде техническим нокаутом.
Диллашоу был отобран в команду Майкла Биспинга вторым из семи человек. В предварительном раунде он победил Роланда Делорме удушением сзади и вышел в полуфинал. В финале Ти Джей дрался против Дастина Пэйга, победив его единогласным решением (30-26, 30-27, 30-26).

### Ultimate Fighting Championship
3 декабря 2011 года состоялся официальный дебют в UFC на турнире The Ultimate Fighter 14 Finale в Лас-Вегасе. Бой был представлен как финал турнира в легчайшем весе против Джона Додсона, который в итоге стал победителем шоу The Ultimate Fighter 14.
15 февраля 2012 являясь второгодником Ти Джей Диллашоу провёл поединок против Уэйлеля Уотсона на турнире UFC on Fuel TV 1. Диллашоу доминировал над Уотсоном, используя превосходные навыки борьбы и контролем в партере, но выиграл бой единогласным решением.
11 июля 2012 года Диллашоу сразился с Воном Ли на турнире UFC on Fuel TV: Munoz vs. Weidman, заставив его сдаться.
16 марта 2013 года на турнире UFC 158 Ти Джей встретился с Иссэем Тамурой и победил его нокаутом на 26 секунде второго раунда.
20 апреля 2013 года заменил травмированного Франциско Виейру в бою против Уго Вианы на турнире UFC on Fox 7. Ти Джей Диллашоу победил в первом раунде техническим нокаутом.
9 октября 2013 Диллашоу вышел на бой с Рафаэлом Асунсаном на событии UFC Fight Night 29. Рафаэл Асунсан выиграл раздельным решением судей.
15 января 2014 года Диллашоу столкнулся с Майком Истоном на UFC Fight Night 35 и победил Майка Истона единогласным решением.
24 мая 2014 года на турнире UFC 173 Ти Джей Диллашоу встретился с Ренаном Барао, который на тот момент был чемпионом в легчайшем весе и имел солидный рекорд 32-1. Диллашоу доминировал на протяжении боя и победил Ренана Барана техническим нокаутом в пятом раунде, став новым чемпионом в легчайшем весе. Вдобавок к победе Диллашоу получил приз за бой вечера и выступление вечера.
30 августа 2014 должен был состоятся реванш с Ренаном Бараном, но по причине обезвоживания организма вследствие сгонки веса, последний был снят с карда и заменен на Джо Сотто. Диллашоу победил нокаутом в пятом раунде на UFC 177.
25 июля состоялся реванш с Ренаном Барао на UFC on Fox 16. Диллашоу победил эффектным техническим нокаутом на 35 секунде 4-го раунда во второй раз защитив титул. Также получил награду за бой вечера.
17 января 2016 года, Диллашоу встретился с Домиником Крузом на UFC Fight Night: Dillashaw vs. Cruz и проиграл раздельным решением судей.
4 ноября 2017 года, встретился с Коди Гарбрандтом на UFC 217 и победил его нокаутом во втором раунде, завоевав тем самым титул чемпиона в легчайшем весе.
4 августа 2018 года, Диллашоу провел реванш с Коди Гарбрандтом на UFC 227. Ти Джей нокаутировал соперника ударом колена и добиванием, защитив титул в легчайшем весе.

### Поединок в наилегчайшем весе и допинг скандал
Для поединка с Генри Сехудо, Ти Джей спустился в наилегчайший вес за титул в той же весовой категории. До боя ходили слухи, что в случае победы Диллашоу над Сехудо, наилегчайший вес возможно будет упразднен.
Поединок состоялся 20 января 2019 года, на турнире UFC Fight Night 143. Ти Джей был нокаутирован в первом раунде. После боя бойцы договорились о проведении второго поединка, уже за титул в легчайшем весе, однако поединок не состоялся по причине проваленного Диллашоу допинг-теста на эритропоэтин сделанного 18 января, перед боем. Тест проб полученных 28 декабря 2018 года, так же дал положительный результат. Узнав о провале допинг-теста, Ти Джей принёс извинения своим болельщикам и отказался от пояса чемпиона в легчайшем весе на момент расследования и дисквалификации. В результате решения атлетической комиссии Диллашоу был отстранен от поединков на два года.

## Уход из Team Alpha Male
Осенью 2015 года в команде «Team Alpha Male» произошел конфликт — один из ведущих тренеров, Дуэйн Людвиг, покинул коллектив из-за разногласий с Юрайей Фэйбером. Вслед за ним в октябре того же года команду покинул и Ти Джей Диллашоу, потому что Дуэйн был его основным наставником, и начал тренироваться в Колорадо со своим нынешним тренером Дуэйном Людвигом. После чего вход в зал «Team Alphа Male» для него был запрещен. Подробности и нюансы ссоры широкой публике не известны, ясно только одно — вся команда ополчилась на Ти Джея, бывшие сокомандники вдруг стали непримиримыми врагами, а самым активным борцом за справдливость стал именно Коди Гарбрандт, поливавший Диллашоу в СМИ при любом удобном случае. В ответ на обвинения в предательстве Ти Джей говорил, что и Фэйбер не так чист, каким себя показывает, что он наживается на бойцах в своем зале и ищет любую возможность, чтобы извлечь финансовую выгоду из успеха своих подопечных. Кульминацией противостояния стал бой Диллашоу — Гарбрандт, который раскручивался промоушеном на почве настоящей вражды и неприязни между бывшими товарищами. Стоит отдать должное Коди, который, несмотря на свое поражение, после боя заявил, что уважает Ти Джея как бойца, но от своих слов не отказывается и по-прежнему считает его плохим человеком.

## Личная жизнь
В июне 2014 года Диллашоу женился на Ребекке Рейнозо. В июне 2017-го стало известно, что пара ожидает первенца.

## Титулы и достижения
- Ultimate Fighting Championship
  - Чемпион UFC в легчайшем весе (два раза)
  - Три успешные защиты титула
  - Обладатель премии «Лучший бой вечера» (три раза) против Рафаэла Асунсана, Ренана Барао и Доминика Круза
  - Обладатель премии «Выступление вечера» (пять раз) против Ренана Барао, Джо Сото и Коди Гарбранта (2x)
  - Финалист The Ultimate Fighter: Team Bisping vs. Team Miller Finale
- World MMA Awards
  - Апсет года (2014) против Ренана Барао на UFC 173[23]

## Статистика в профессиональном ММА
| Боёв 23  | Побед 18 | Поражений 5 |
| -------- | -------- | ----------- |
| Нокаутом | 8        | 3           |
| Сдачей   | 3        | 0           |
| Решением | 7        | 2           |

| Результат | Рекорд | Соперник            | Способ                                  | Турнир                                                       | Дата            | Раунд | Время | Место                  | Примечание                                                                                      |
| --------- | ------ | ------------------- | --------------------------------------- | ------------------------------------------------------------ | --------------- | ----- | ----- | ---------------------- | ----------------------------------------------------------------------------------------------- |
| Поражение | 18-5   | Алджамейн Стерлинг  | TKO (удары руками)                      | UFC 280                                                      | 22 октября 2022 | 2     | 3:44  | Абу-Даби, ОАЭ          | Бой за титул чемпиона UFC в легчайшем весе                                                      |
| Победа    | 18-4   | Кори Сэндхэген      | Раздельное решение                      | UFC on ESPN: Сэндхэген vs. Диллашоу                          | 24 июля 2021    | 5     | 5:00  | Лас-Вегас, Невада, США |                                                                                                 |
| Поражение | 17-4   | Генри Сехудо        | TKO (удары)                             | UFC Fight Night: Сехудо vs. Диллашоу                         | 20 января 2019  | 1     | 0:32  | Нью-Йорк, США          | Бой за титул чемпиона UFC наилегчайшем весе.                                                    |
| Победа    | 17-3   | Коди Гарбрандт      | KO (удар коленом и добивание)           | UFC 227                                                      | 4 августа 2018  | 1     | 4:17  | Лос-Анджелес, США      | Защитил (1) титул чемпиона UFC в легчайшем весе; «Выступление вечера (5)                        |
| Победа    | 16-3   | Коди Гарбрандт      | TKO (удары)                             | UFC 217                                                      | 4 ноября 2017   | 2     | 2:41  | Нью-Йорк, США          | Завоевал титул чемпиона UFC в легчайшем весе. «Выступление вечера» (4)                          |
| Победа    | 15-3   | Джон Линекер        | Единогласное решение                    | UFC 207                                                      | 31 декабря 2016 | 3     | 5:00  | Лас-Вегас, США         |                                                                                                 |
| Победа    | 14-3   | Рафаэл Асунсан      | Единогласное решение                    | UFC 200                                                      | 9 июля 2016     | 3     | 5:00  | Лас-Вегас, США         |                                                                                                 |
| Поражение | 13-3   | Доминик Круз        | Раздельное решение                      | UFC Fight Night: Диллашоу vs. Крус                           | 17 января 2016  | 5     | 5:00  | Бостон, США            | Утратил титула чемпиона UFC в легчайшем весе. «Лучший бой вечера» (3)                           |
| Победа    | 13-2   | Ренан Барао         | TKO (удары)                             | UFC on Fox: Dillashaw vs. Barão 2                            | 25 июля 2015    | 4     | 0:35  | Чикаго, США            | Защитил (2) титул чемпиона UFC в легчайшем весе. «Выступление вечера» (3)                       |
| Победа    | 12-2   | Джо Сото            | KO (удар ногой в голову и добивание)    | UFC 177                                                      | 30 августа 2014 | 5     | 2:20  | Сакраменто, США        | Защитил (1) титул чемпиона UFC в легчайшем весе. «Выступление вечера» (2)                       |
| Победа    | 11-2   | Ренан Барао         | TKO (удар ногой в голову и добивание)   | UFC 173                                                      | 24 мая 2014     | 5     | 2:26  | Лас-Вегас, США         | Завоевал титул чемпиона UFC в легчайшем весе. «Выступление вечера» (1); «Лучший бой вечера» (2) |
| Победа    | 10-2   | Майк Истон          | Единогласное решение                    | UFC Fight Night: Rockhold vs. Philippou                      | 15 января 2014  | 3     | 5:00  | Дулут, США             |                                                                                                 |
| Поражение | 9-2    | Рафаэл Асунсан      | Раздельное решение                      | UFC Fight Night: Maia vs. Shields                            | 9 октября 2013  | 3     | 5:00  | Баруэри, Бразилия      | «Лучший бой вечера» (1)                                                                         |
| Победа    | 9-1    | Уго Виана           | TKO (удары)                             | UFC on Fox: Henderson vs. Melendez                           | 20 апреля 2013  | 1     | 4:22  | Сан-Хосе, США          |                                                                                                 |
| Победа    | 8-1    | Иссэй Тамура        | KO (удар ногой в голову и удары руками) | UFC 158                                                      | 16 марта 2013   | 2     | 0:26  | Монреаль, Канада       |                                                                                                 |
| Победа    | 7-1    | Вон Ли              | Сдача (ущемление шеи)                   | UFC on Fuel TV: Munoz vs. Weidman                            | 11 июля 2012    | 1     | 2:33  | Сан-Хосе, США          |                                                                                                 |
| Победа    | 6-1    | Валел Уотсон        | Единогласное решение                    | UFC on Fuel TV: Sanchez vs. Ellenberger                      | 15 февраля 2012 | 3     | 5:00  | Омаха, США             |                                                                                                 |
| Поражение | 5-1    | Джон Додсон         | TKO (удары)                             | The Ultimate Fighter 14: Team Bisping vs. Team Miller Finale | 3 декабря 2011  | 1     | 1:54  | Лас-Вегас, США         | Финал турнира The Ultimate Fighter 14 в легчайшем весе                                          |
| Победа    | 5-0    | Дастин Пейг         | Единогласное решение                    | The Ultimate Fighter 14: Team Bisping vs. Team Miller        | 24 ноября 2011  | 3     | 5:00  | Лас-Вегас, США         | Полуфинал турнира The Ultimate Fighter 14 в легчайшем весе                                      |
| Победа    | 4-0    | Тейлор Маккорристон | TKO (удары)                             | Capitol Fighting Championships                               | 20 ноября 2010  | 3     | 1:07  | Сакраменто, США        |                                                                                                 |
| Победа    | 3-0    | Майк Суарес         | Сдача (удушение сзади)                  | Rebel Fighter — Domination                                   | 2 октября 2010  | 1     | 2:42  | Розвилл, США           |                                                                                                 |
| Победа    | 2-0    | Брендон Дракер      | Сдача (удушение сзади)                  | Fight For Wrestling 1                                        | 22 мая 2010     | 1     | 2:46  | Сан-Луис-Обиспо, США   |                                                                                                 |
| Победа    | 1-0    | Зар Склавос         | Единогласное решение                    | KOTC: Legacy                                                 | 26 марта 2010   | 3     | 5:00  | Рино, США              |                                                                                                 |